# Routes nationales du Burkina Faso
Les routes nationales sont, au Burkina Faso, des voies importantes qui relient les parties importantes du territoire d'une région à une autre. Les dix premières se concentrent sur la capitale nationale, Ouagadougou, et l'ancienne capitale Bobo-Dioulasso, seconde ville du pays ; les suivantes forment des liaisons transversales d'une région à l'autre et connectées aux premières. Ces voies de communication forment le principal réseau routier de transport structurant du pays. Certaines de ces routes sont interconnectées aux routes importantes des autres pays frontaliers.

## Routes nationales
| Route              | Reliant                                                               | Longueur (km) |
| ------------------ | --------------------------------------------------------------------- | ------------- |
| Route nationale 1  | Ouagadougou – Bobo-Dioulasso                                          | 360 km        |
| Route nationale 2  | Ouagadougou – Ouahigouya – Mali                                       | 240 km        |
| Route nationale 3  | Ouagadougou – Kaya, Dori et Gorom-Gorom – Niger                       | 310 km        |
| Route nationale 4  | Ouagadougou – Fada N'Gourma – Niger                                   | 400 km        |
| Route nationale 5  | Ouagadougou – Pô – Ghana                                              | 160 km        |
| Route nationale 6  | Ouagadougou – Léo                                                     | 160 km        |
| Route nationale 7  | Bobo-Dioulasso – Dangouindougou – Côte d'Ivoire                       | 160 km        |
| Route nationale 8  | Bobo-Dioulasso – Koloko – Mali                                        | 120 km        |
| Route nationale 9  | Bobo-Dioulasso – Faramana – Mali                                      | 120 km        |
| Route nationale 10 | Bobo-Dioulasso – Ouahigouya                                           | 360 km        |
| Route nationale 11 | Banfora – Batié                                                       | 260 km        |
| Route nationale 12 | Pâ – Diébougou – Bouroum-Bouroum – Gaoua – Côte d'Ivoire              | 240 km        |
| Route nationale 13 | Yako – Léo                                                            | 320 km        |
| Route nationale 14 | Koudougou – Djibasso – Mali                                           | 300 km        |
| Route nationale 15 | Pouytenga – Ouahigouya                                                | 320 km        |
| Route nationale 16 | Koupéla – Cinkansé – Togo                                             | 150 km        |
| Route nationale 17 | Tamboué – Sangha – Togo                                               | 220 km        |
| Route nationale 18 | Taparko – Fada N'Gourma – Nadiagou – Bénin                            | 340 km        |
| Route nationale 19 | Kantchari – Kompienga (vers le Bénin et le Togo)                      | 170 km        |
| Route nationale 20 | Léo – Djikologo – Yéguéresso                                          | 270 km        |
| Route nationale 21 | Koudougou – Loroni – Mali                                             | 200 km        |
| Route nationale 22 | Ouagadougou – Diguel – Mali                                           | 280 km        |
| Route nationale 23 | Ouahigouya – Dori – Niger                                             | 360 km        |
| Route nationale 24 | Dori – Sebba                                                          | 90 km         |
| Route nationale 25 | Pô - Corabié - Arroumbissi - Guelwongo                                | 50 km         |
| Route nationale 26 | Sanga – Cinkansé                                                      | 20 km         |
| Route nationale 27 | Yéguéresso (est de Bobo-Dioulasso) – Soumousso – Bondigui – Diébougou | 119 km        |
| Route nationale 28 |                                                                       | ?km           |
| Route nationale 29 | Guiba – Manga – Zabré – Ghana                                         | 130 km        |